# Yizhou
För den historiska provinsen; se Yizhou (provins).
Yizhou är en stad på häradsnivå som lyder under Hechis stad på prefekturnivå i den autonoma regionen Guangxi i sydligaste Kina. Den ligger omkring 190 kilometer norr om regionhuvudstaden Nanning.